# Fu Che-wei
Fu Che-wei (* 21. Dezember 1973) ist ein taiwanischer Poolbillardspieler.

## Karriere
Nachdem Fu Che-wei bei den 9-Ball-Weltmeisterschaften 2003 und 2004 jeweils die Runde der letzten 32 erreicht hatte, schied er bei den World Games 2005 im Achtelfinale mit 9:11 gegen den Deutschen Thomas Engert aus. Im November 2006 gelang ihm bei der 9-Ball-WM der Einzug ins Halbfinale, in dem er dem Deutschen Ralf Souquet mit 10:11 unterlag. 2008 erreichte Fu bei der erstmals ausgetragenen 10-Ball-Weltmeisterschaft das Achtelfinale. Nachdem er bei der 10-Ball-WM 2009 bereits in der Runde der letzten 64 ausgeschieden war, wurde Fu 2010 Fünfter bei den Japan Open. Im Mai 2011 wurde er bei den Beijing Open Dritter und schied bei der 10-Ball-WM in der Runde der letzten 64 aus. Wenige Wochen später erreichte er bei der 9-Ball-WM das Sechzehntelfinale.
Im Februar 2012 gelang ihm bei der 8-Ball-WM erstmals der Einzug ins Finale, das er jedoch gegen seinen Landsmann Chang Jung-lin mit 6:11 verlor. 2012 erreichte er zudem die Runde der letzten 32 bei der 9-Ball-WM und den dritten Platz bei den Japan Open. Im Mai 2013 schaffte Fu bei den China Open den Finaleinzug und unterlag dort dem Philippiner Lee Van Corteza. Bei den Japan Open 2014 erreichte Fu das Achtelfinale. Im Februar 2015 kam Fu bei der 10-Ball-WM erstmals seit 2012 wieder ins Sechzehntelfinale einer WM und schied dort gegen Lee Van Corteza aus. Bei den China Open 2015 erreichte er das Achtelfinale.
Mit der taiwanischen Nationalmannschaft wurde Fu 2012 Weltmeister und erreichte 2014 das Viertelfinale der WM.